# Stockholm-Köpenhamn
Stockholm-Köpenhamn (STO-CPH Produktion AB) är ett svenskt stockholmsbaserat TV-produktionsbolag. 2009 omsatte bolaget cirka 97 miljoner kronor. Sedan maj 2007 ägs bolaget av Metronome Film & Television som är en del av brittiska Shine Group.

## Historik
Företaget grundades år 2000 av fyra personer: Mikael Kinning, Thomas Lindgren, Henrik Bastin och Lotte Haxthausen. Under åren som följde tillkom Fredrik Wikingsson, Filip Hammar, André Linschooten och Martin Persson som delägare.
I början byggde mycket av bolagets verksamhet på nära samarbeten med Filip och Fredrik och Kanal 5.
I maj 2007 köptes företaget av Metronome Film & Television, som i sin tur därefter uppgått i Endemol Shine som i sin tur förvärvats av Banijay Group i oktober 2019.
Filip och Fredrik bröt samarbetet med STO-CPH år 2012 när de startade det nya bolaget Mexiko Media (senare kallat Nexiko) som stått för Filip och Fredrik-produktioner därefter. Nexiko värvade även Stockholm-Köpenhamns dåvarande vd Micke Svensson.

## Produktioner
| Program                       | Sändning  | Beställare/kanal | Noter                                   |
| ----------------------------- | --------- | ---------------- | --------------------------------------- |
| Ursäkta röran (Vi bygger om)  | 2002      | TV4              |                                         |
| Öppna dagar                   | 2003      | Öppna kanalen    |                                         |
| High Chaparall                | 2003-2008 | Kanal 5          |                                         |
| 100 höjdare                   | 2004-2008 | Kanal 5          |                                         |
| Baby boom                     | 2004      | TV4+             |                                         |
| Bygglov                       | 2005-     | TV4              |                                         |
| Ett herrans liv               | 2006-2007 | Kanal 5          |                                         |
| Homestyling                   | 2005      | Kanal 5          |                                         |
| Kustbevakarna                 | 2006-2009 | Kanal 5          |                                         |
| Rocky & Drago                 | 2006-2007 | TV6              |                                         |
| Till Salu                     | 2006-     | Kanal 5          |                                         |
| Boston Tea Party              | 2007-2010 | Kanal 5          |                                         |
| EKG                           | 2007      | Kanal 5          |                                         |
| I en annan del av Köping      | 2007-2010 | TV4              | (senare säsonger producerade av Nexiko) |
| Myggan                        | 2007-2008 | Kanal 5          |                                         |
| Klippshowen                   | 2007      | Kanal 5          |                                         |
| Koloniområdet Iris            | 2007      | TV4+             |                                         |
| Mitt i nyllet                 | 2007      | TV6              |                                         |
| Stridspiloterna               | 2007-2008 | Kanal 5          |                                         |
| Meningen med livet            | 2007-     | TV4+             |                                         |
| Bröllopsbonanza               | 2008      | TV4+             |                                         |
| Färjan                        | 2008-     | Kanal 5          |                                         |
| Singelmammor                  | 2008      | SVT2             |                                         |
| Racet till Vita huset         | 2008      | Kanal 5          |                                         |
| Vem kan slå Filip och Fredrik | 2008-2012 | Kanal 5          |                                         |
| Sverige campar                | 2008-     | TV4 Plus         |                                         |
| Diagnos Okänd                 | 2009-     | TV3              |                                         |
| Blomstertid                   | 2009      | TV4              |                                         |
| Advokaterna                   | 2010      | TV4              |                                         |
| Lite sällskap                 | 2010-     | Kanal 5          |                                         |
| Veckans brott                 | 2010-     | SVT1             |                                         |
| Håkans bar                    | 2010      | Kanal 5          |                                         |
| Nittileaks                    | 2011      | Kanal 5          |                                         |
| Krig för fred                 | 2011      | SVT1             |                                         |
| Breaking News                 | 2011-2012 | Kanal 5          | (senare säsonger producerade av Nexiko) |
| Svenska miljonärer            | 2011-     | Kanal 5          |                                         |
| Får vi följa med?             | 2012-     | Kanal 5          |                                         |
| Malmöpolisen                  | 2012      | SVT1             |                                         |
| Underbart är kort             | 2012      | TV4              |                                         |
| 69 saker du vill veta om sex  | 2012-     | TV3              |                                         |
| Hem till Tyringe              | 2012      | TV4              |                                         |
| Sverigequizen                 | 2013-     | TV4              |                                         |
| Förlåt mig                    | 2018-     | Sjuan            |                                         |
| Brottsjournalen               | 2018-     | TV4              |                                         |

## VD
- Mikael Kinning (2000-)
- Mikael Hernström (2004[21]-2005[22])
- Henrik Bastin (-2007)
- Aino Bragman-Jankert (2007[11]-2010)
- Micke Svensson (2010[23]-2012)
- Johan Stemme (2013[24]-2015)
- Lotte Haxthausen (2015[25]-)